# Sloup se sochou Panny Marie (Česká Skalice)
Sloup se sochou Panny Marie se nalézá na Husově náměstí v České Skalici v okrese Náchod. Vrcholně barokní sloup z doby kolem roku 1718 je chráněn od 3. 5. 1958 jako kulturní památka ČR. Národní památkový ústav tuto sochu uvádí v katalogu památek pod rejstříkovým číslem ÚSKP 25516/6-1572.

## Popis
Na třístupňové podestě z pískovcových desek stojí hranolový pilíř s profilovanou patkou a přesahující profilovanou deskovou římsou. 
Na stranách pilíře jsou mírně zahloubené niky s konchami a reliéfy světců. 
Na čelní straně je reliéf sv. Josefa v rouše, v esovité křivce, nohy pokrčeny, levá ruka svěšená dolů drží ratolest, pravá pokrčená přidržuje na hrudi Ježíška, hlava svěce vzhlíží vzhůru. Z čelního pohledu vpravo je sv. Florián v oděvu římského vojáka v mírně esovité křivce, s pravou nohou pokrčenou stojí na hořícím kostele, pravá ruka je svěšená dolů a drží vědro, z kterého vylévá vodu na hořící kostel, levá ruka je pokrčená a u pasu přidržuje praporec. 
Z čelního pohledu vlevo je sv. Jan Křtitel stojící v esovité křivce na skále, do pasu je oděný v rouše, přes rameno má přehozený pás od mošny, pravá ruka je pokrčená a svěšená, položená na levém stehně. Levá ruka držící kříž se šikmým ramenem je upažená a pokrčená, přes kříž je přehozené roucho. Vousatá hlava světce je mírně nakloněná doprava a vzhlíží mírně vzhůru. 
Na zadní straně je reliéf sv. Vojtěcha v mírně esovité křivce, s levou nohou noha mírně pokrčenou, pravá ruka je připažena a v lokti pokrčena, levá ruka je pokrčena a drží biskupskou berlu. Světec je oděn kněžském rouše, vousatá hlava s biskupskou mitrou je skloněná mírně doprava.
Na římse stojí toskánský sloup s korintskou hlavicí, na nárožích hlavice jsou čtyři hlavičky andělů. 
Na sloupu je posazena koule, na které stojí v esovité křivce zlacená socha modlící se Panny Marie s rukama sepjatýma na prsou, hlavou nakloněnou mírně doprava, vzhlížící vzhůru, se zlacenou svatozáří s hvězdami. 
Na kouli je had plazící se do výše pasu Panny Marie. 
Sloup i socha jsou zhotoveny z pískovce a jsou ohraničeny historizujícím kovovým plůtkem. 